# Bahnhof Forchheim (Oberfr)
Der Bahnhof Forchheim (Oberfr) ist der größte Bahnhof der oberfränkischen Stadt Forchheim. Er liegt an der Bahnstrecke Nürnberg–Bamberg und ist Ausgangspunkt der Bahnstrecke Forchheim–Behringersmühle, die im Regelverkehr bis Ebermannstadt bedient wird. Neben dem Bahnhof Forchheim bestehen Haltepunkte im Norden Forchheims sowie in Kersbach. Der Bahnhof ist seit Verbundsgründung 1987 in den VGN eingegliedert und wird seit Dezember 2010 von der S-Bahn Nürnberg angefahren. Unterhalten wird der Bahnhof von der DB InfraGo AG.

## Lage
Der Bahnhof liegt etwa einen Kilometer südöstlich der Altstadt nördlich der Wiesent, die in Forchheim in die Regnitz mündet. Die nächstgelegenen Fernverkehrshalte befinden sich in Richtung Norden in Bamberg und in Richtung Süden in Erlangen.

## Geschichte

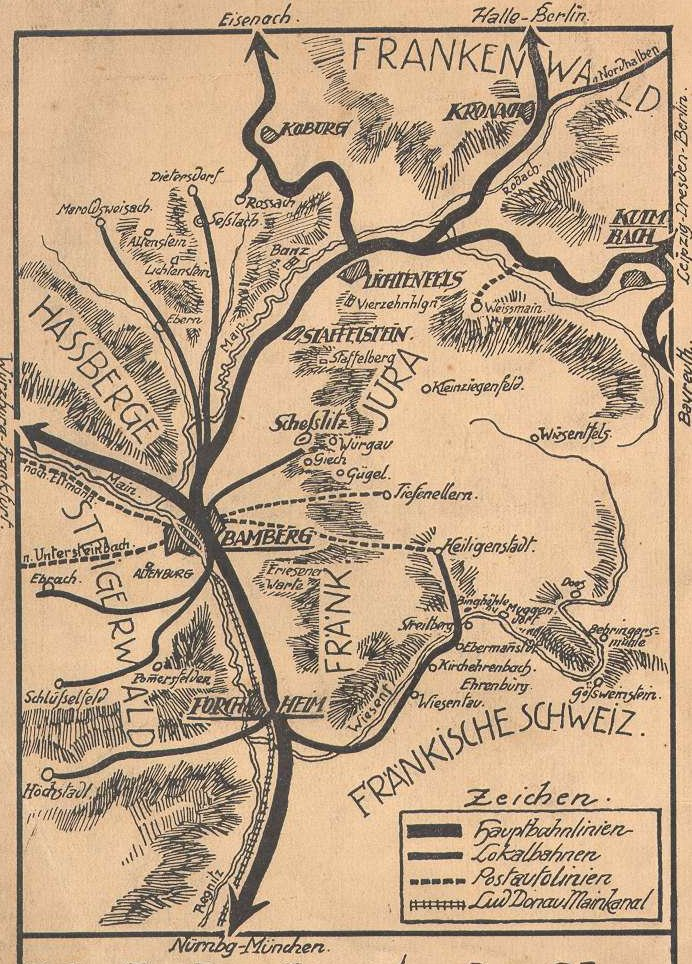
Bahnverkehrskarte aus dem Jahr 1912 (Forchheim in der unteren Hälfte)

Mit der Eröffnung des Teilabschnittes der Ludwig-Süd-Nord-Bahn von Nürnberg nach Bamberg am 1. Februar 1844 bekam Forchheim einen Anschluss an das deutsche Eisenbahnnetz; der Personenverkehr wurde einen Monat später aufgenommen. Am 1. Juni 1891 wurde die in Forchheim abzweigende Strecke nach Ebermannstadt eröffnet, die später nach Heiligenstadt in Oberfranken und Behringersmühle weitergeführt wurde. 1892 wurde eine weitere Stichstrecke in Betrieb genommen, die über Hemhofen nach Höchstadt an der Aisch führte. Diese Strecke nach Höchstadt wurde 1984 im Personenverkehr stillgelegt. Zwischenzeitlich existierten Planungen, die Strecke als Bestandteil der Stadt-Umland-Bahn Erlangen zu reaktivieren, was aber 2002 scheiterte. In der Folge wurde die Strecke 2005 vollständig stillgelegt und 2008 entwidmet. Die Gleise der Strecke wurden abgebaut. Die VGN-Buslinie 206 bedient heute weitgehend diese ehemalige Strecke auf Straßenwegen. Das Stationsgebäude stammt, wie auch sein Reichsadler über der Haupteingangstür, aus der Kaiserzeit (1901).
Ursprünglich lagen die ersten fünf Gleise vom Bahnhofsgebäude aus an einem Hausbahnsteig und zwei Mittelbahnsteigen. Alle Bahnsteige waren mit einer Holzkonstruktion bedacht. Sie wurden durch eine Unterführung auf Höhe des südlichen Bereiches des Bahnhofsgebäudes verbunden. Es bestand eine zweite, städtisch betriebene Unterführung im nördlichen Teil des Bahnhofs ohne Zugang zu den Bahnsteigen und diente lediglich Fußgängern zur sicheren Ost-West-Passage. Beide Anlagen waren nur mit Treppen ausgestattet und nicht barrierefrei. Bis etwa 1990 führte das Gleis 1 direkt nach Höchstadt, wurde danach abgebaut und lag bis zur Wiederinbetriebnahme zum Fahrplanwechsel für die S-Bahneingliederung im Dezember 2010 still. Der Bahnsteig 1 wurde unmittelbar davor zeitgemäß und barrierefrei umgebaut und als Stumpfgleis für endende bzw. beginnende Züge aus bzw. in Richtung Nürnberg genutzt. Der Gleisanschluss Richtung Norden bzw. Bamberg erfolgte erst 2018 für die haltenden Regionalexpresszüge aus Bamberg nach Nürnberg. Hierfür wurde letztlich das Gleis 1 verlängert und mit Schallschutzwänden versehen. Die bisherigen beiden Unterführungen wurden an einem neuen Standort nördlich des Bahnhofsgebäudes zusammengelegt, sodass ebenfalls die Treppenanlagen versetzt und erstmalig mit Aufzügen zur kompletten Barrierefreiheit ausgestattet wurde. Am Mittelbahnsteig an den Gleisen 2 und 3, der zwei Treppen zur Unterführung besitzt, hielten die durchfahrenden Züge der Hauptstrecke Bamberg–Nürnberg. Dieser Bahnsteig erhielt ebenfalls eine letzte Modernisierung zur S-Bahneingliederung, ehe er 2018 versetzt wurde. Dadurch verkürzte sich die Bahnsteiglänge. Am zweiten Mittelbahnsteig mit lediglich einer Treppenanlage Richtung Süden diente das Gleis 4 vereinzelt als Ausweich- oder Endgleis für Züge der Hauptstrecke. Das Gleis 5 führte wie heute an der östlichsten Bahnsteigkante direkt nach Behringersmühle bzw. Ebermannstadt. Im anschließenden östlichen Teil der Bahnsteiggleise gab es weitere Gleise für den Güterverkehr und zum Abstellen von Zügen. Zudem befand sich dort eine Anlage für die Zugbereitstellung mit einer Tankstelle. Nordöstlich der Bahnhofsbrücke (Bayreuther Straße), parallel zur Hainstraße befand sich ein Güterterminal. Die südlich des Bahnhofs liegende Trubbachbrücke war ursprünglich viergleisig ausgeführt. Nahe dem Gleisbereich von der Schokoladenfabrik Piasten (nördlich) bis zur Truppach (südlich) hatten einige Unternehmen Gleisanschlüsse, welche derzeit keine Verwendung finden. Unter anderem befand sich bis ins 21. Jahrhundert ein Postverteilungszentrum an der Strecke bzw. am Bahnhofsplatz. Der Bahnhofsplatz wurde für den zentralen Omnibusbahnhof umgestaltet. Der ehemalige Ludwig-Donau-Main-Kanal führte westlich unmittelbar parallel am Bahnhofsgelände, auf der Fläche der heutigen B470, vorbei.
1990 wurde ein Elektronisches Stellwerk am Bahnhof (Fof) eröffnet, welches bis zum dortigen Streckenumbau 2017 im Dienst war. Ab 2024 wird es als Trainingszentrum für Aus- und Weiterbildungen genutzt. Dazu investiert die DB knapp 4 Millionen Euro.
Für den viergleisigen Ausbau der Bahnstrecke Nürnberg–Bamberg (VDE 8.1) wurde der Forchheimer Bahnhof mit einer neuen Gleisordnung von 2016 bis 2019 umgebaut und die fünf Bahnsteigsgleise auf 8 Gleise ausgeweitet. Im Oktober und November 2018 gingen die Gleise 1 bis 3 im Bahnhof wieder in Betrieb. Im Nordkopf erfolgt die Überleitung auf die Streckengleise der zweigleisigen Bestandsstrecke von und nach Bamberg.

## Gleisanlagen

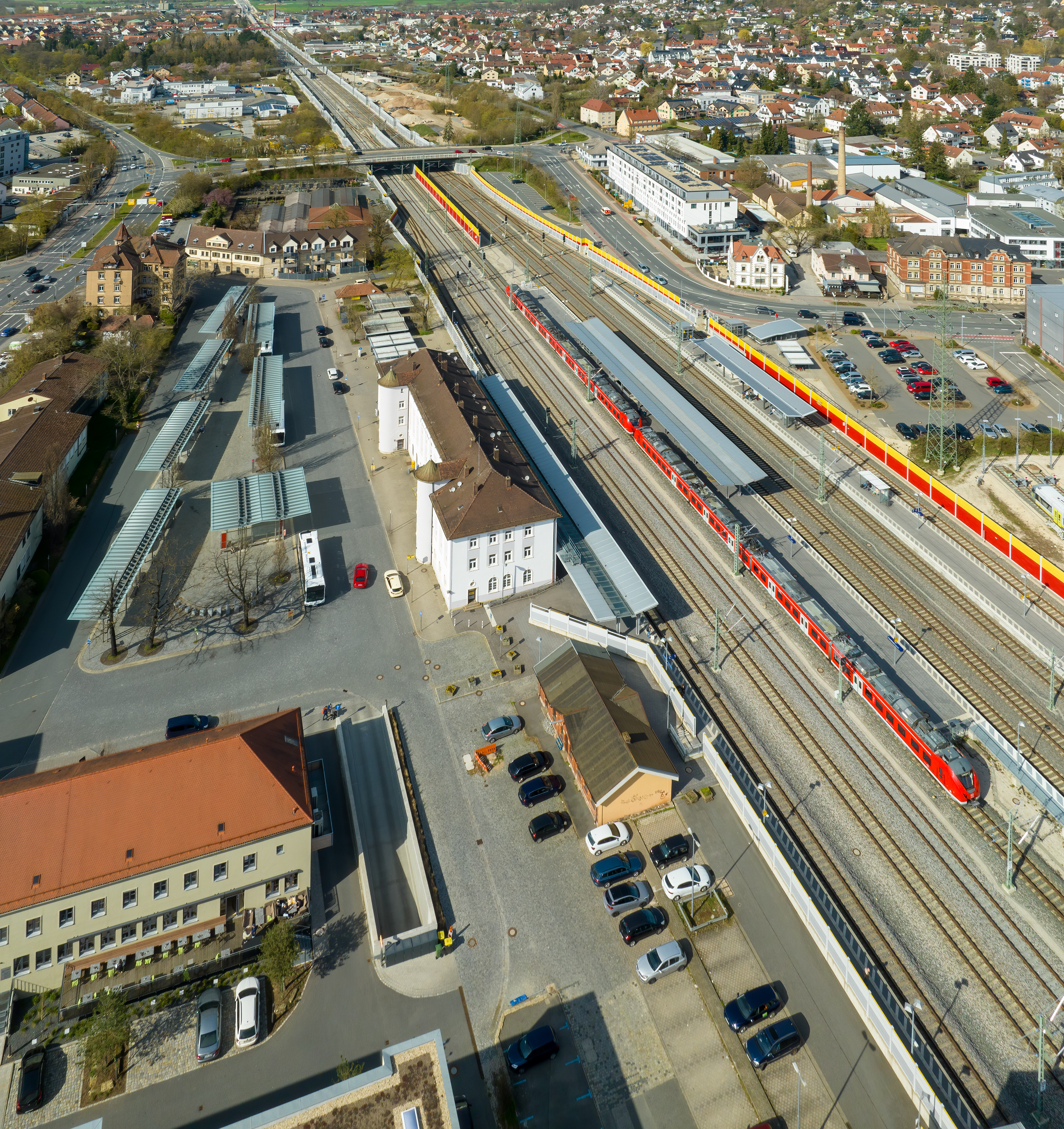
Bahnhof Forchheim aus der Luft

Die Strecke zwischen Erlangen-Eltersdorf und Bamberg ist im vierspurigen Richtungsbetrieb trassiert (bzw. planfestgestellt), sodass grundsätzlich je Richtung schnelle Fernverkehrs- und Regionalzüge (bis 230 km/h) außen und langsamere S-Bahnen und Güterzüge (bis zu 160 km/h) innen fahren. Nördlich des Bahnhofes gibt es mittig ein Wendegleis für die S-Bahn. Vom Bahnhof bis zur südlichen Abzweigung nach der Überfahrung der Truppach liegt östlich ein fünftes Gleis in Richtung Ebermannstadt.
Der Bahnhof Forchheim (Oberfranken) verfügt über acht Gleise, wovon fünf Gleise Bahnsteige (ein Hausbahnsteig und zwei Mittelbahnsteige) besitzen. Grundsätzlich findet folgendes Betriebskonzept Umsetzung: Am Hausbahnsteig, Gleis 1 (Nutzungslänge: 210 m, bedacht, Höhe: 76 cm) halten Regionalexpresslinien aus Bamberg nach Nürnberg. An dem einen Mittelbahnsteig (140 m lang, davon 65 m bedacht, 76 cm hoch) mit den Gleisen 4 und 5 halten S-Bahn-Züge, die zum Teil dort enden. Am anderen Mittelbahnsteig (20 m bedacht) halten an Gleis 7 (210 m lang, 76 cm hoch) Regionalexpresslinien aus Nürnberg nach Bamberg sowie an Gleis 8 (100 m lang, 55 cm hoch) Regionalbahnen von und nach Ebermannstadt. Die anderen drei Gleise ohne Bahnsteig dienen dem Hochgeschwindigkeits- und Güterverkehr. Alle Bahnsteige sind barrierefrei ausgebaut und mit einer dynamischen Fahrgastinformation ausgestattet. Die Gleisanlage ist umhüllt mit Schallschutzwänden. Markant fallen dabei die einzigartigen Stadtfarben (rot und gelb) mit Wappen auf, welche vom Stadtrat beschlossen wurden. Zu den acht Gleisen gibt es östlich zwei Abstellgleise für die Fahrzeuge der Wiesenttalbahn.
Im Zusammenhang mit dem anhaltenden Ausbau im nördlichen Bahnhofsbereich sowie im nördlich anschließenden Streckenabschnitt folgten seither verschiedene Bauzustände. Im Jahresfahrplan 2024 sind im Nordkopf des Bahnhofs die westlichen beiden von vier durchgehenden Hauptgleisen in Betrieb, während die beiden östlichen Gleise neu aufgebaut werden. Züge in nördlicher Richtung werden mit 60 km/h auf das zweite Gleis von Westen, das zukünftig im Regelbetrieb von S-Bahnen Richtung Süden befahren werden soll, übergeleitet.

## Verkehr
Durch die Überlagerung der folgend dargestellten Regional-Express-Linien der Deutschen Bahn AG ergibt sich ein Halbstundentakt zwischen Nürnberg und Bamberg. Die Regionalbahnlinien werden von Agilis betrieben. Die S-Bahn Nürnberg bedient Forchheim im 20-/40-Minuten-Takt, in den Hauptverkehrszeiten im 20-Minuten-Takt von/nach Nürnberg.
| Linie | Verlauf                                                                                       | Verlauf                                                                                       | Taktfrequenz       | Fahrzeugmaterial                            |
| ----- | --------------------------------------------------------------------------------------------- | --------------------------------------------------------------------------------------------- | ------------------ | ------------------------------------------- |
| RE14  | Nürnberg – Fürth – Erlangen – Forchheim – Hirschaid – Bamberg                                 | – Breitengüßbach – Lichtenfels – Kronach – Saalfeld (Saale)                                   | Zwei-Stunden-Takt  | Siemens Desiro HC (Baureihe 1462, 4-teilig) |
| RE20  | Nürnberg – Fürth – Erlangen – Forchheim – Hirschaid – Bamberg                                 | – Haßfurt – Schweinfurt – Würzburg                                                            | Zwei-Stunden-Takt  | Siemens Desiro HC (Baureihe 1462, 4-teilig) |
| RE 28 | Nürnberg – Fürth – Erlangen – Forchheim – Hirschaid – Bamberg – Breitengüßbach – Lichtenfels  | – Coburg – Sonneberg                                                                          | Zwei-Stunden-Takt  | Siemens Desiro HC (Baureihe 1462, 4-teilig) |
| RE14  | Nürnberg – Fürth – Erlangen – Forchheim – Hirschaid – Bamberg – Breitengüßbach – Lichtenfels  | – Kronach – Saalfeld (Saale)                                                                  | Zwei-Stunden-Takt  | Siemens Desiro HC (Baureihe 1462, 4-teilig) |
| RE19  | Nürnberg – Fürth – Erlangen – Forchheim – Hirschaid – Bamberg – Coburg                        | – Sonneberg                                                                                   | Stundentakt        | Siemens Desiro HC (Baureihe 4462, 6-teilig) |
| RE 29 | Nürnberg – Fürth – Erlangen – Forchheim – Hirschaid – Bamberg – Coburg                        | – Erfurt                                                                                      | fünf Zugpaare      | Siemens Desiro HC (Baureihe 4462, 6-teilig) |
| RB26  | Forchheim – Bamberg (– Breitengüßbach – Ebern)                                                | Forchheim – Bamberg (– Breitengüßbach – Ebern)                                                | einzelne Züge      | Baureihe 650 (Regio-Shuttle RS1)            |
| RB22  | (Lichtenfels – Bamberg –) Forchheim – Ebermannstadt                                           | (Lichtenfels – Bamberg –) Forchheim – Ebermannstadt                                           | Stundentakt        | Baureihe 650 (Regio-Shuttle RS1)            |
| S 1   | Forchheim – Erlangen – Fürth – Nürnberg – Feucht – Neumarkt (Oberpfalz)                       | Forchheim – Erlangen – Fürth – Nürnberg – Feucht – Neumarkt (Oberpfalz)                       | 20/40-Minuten-Takt | Bombardier Talent 2 (Baureihe 442)          |
| S 1   | Bamberg – Hirschaid – Forchheim – Erlangen – Fürth – Nürnberg – Feucht – Neumarkt (Oberpfalz) | Bamberg – Hirschaid – Forchheim – Erlangen – Fürth – Nürnberg – Feucht – Neumarkt (Oberpfalz) | Stundentakt        | Bombardier Talent 2 (Baureihe 442)          |

Die tangierenden Kursbuchstrecken sind 890.1 bzw. 820.

## Sonstiges
Der Bahnhof Forchheim (Oberfr.) verfügt in unmittelbarer Nähe über
- wettergeschützte Sitzmöglichkeiten im Bahnhofsgebäude, wo sich auch ein DB Reisezentrum, eine Buchhandlung und ein Kiosk befinden
- einen zentralen Omnibusbahnhof am Bahnhofsplatz mit Zugang zu Stadt- und Regionalbuslinien im Taktverkehr, zum Annafest auch zu einem Shuttlebus zum Festgelände
- einen Taxistand
- eine überdachte Bike-and-ride-Anlage (B+R)
- eine Park-and-Ride-Anlage mit 53 Parkplätzen, von denen zwei barrierefrei sind, 69 bewirtschafteten Kfz-Stellplätzen und einigen Kurzzeitparkplätzen (Kiss and ride)
- eine öffentliche Toilettenanlage

Neben den alltäglichen Pendlerverkehren ist der Bahnhof ein wichtiger Umsteigepunkt im Tourismus als Tor zur Fränkischen Schweiz.